# 蜜糖女孩＊大作戰
《蜜糖女孩＊大作戰》是日本漫畫家酒井真由創作的少女漫畫，正篇47回，番外9回，單行本共發行10本。2011年9月開始在日本集英社《Ribon》上連载；2012年1月開始在台灣尖端出版的《夢夢少女漫畫月刊》上連载，2015年11月連載完畢。

## 故事簡介
沒有一個女生是天生希望自己不可愛，不被人喜歡的，就算有個再優秀的平面模特的姐姐，自己也要變得更加的可愛才好。
如月麻琴有著一位過於優秀的姐姐，對於她來說“可愛”這個詞是專為姐姐而存在的。然而卻因為自己的不自信傷害到了別人。在升上高中以後，一直在努力的變可愛的麻琴仍然感到擺脫不掉姐姐的影子。但是開學時邂逅的入谷同學卻認同了這樣的她，並相約一起努力……

## 登場角色
如月麻琴（聲：水瀨祈）
女主角。集央高中一年B班。生日10月4日，天秤座。O型，身高156公分，體重約44公斤。
小時候由於一直被拿來與漂亮的姐姐做比較，對於身為雜誌的讀者模特而出名的姐姐懷抱著自卑，而對於自己則毫無自信。因此，在國二時曾拒絕同學渡瀨的告白，渡瀨在被拒之後離開了學校。進入高中之後，除了中學時代的好友雨季外，其他的學生都將她當做「有名模特的妹妹」。在入學式那天，只有入谷只是將她當做名為「如月麻琴」的女孩。麻琴對出色的入谷漸漸懷有好感，也受到入谷很多的幫助，是個性格單純可愛的女生。於13回向瞬告白被拒絕，於26回正式與入谷瞬交往。在最終話和瞬一起上同一所大學。
入谷瞬（聲：逢坂良太）
男主角。集央高中一年B班，麻琴的同學，二年級時與遊佐一誓同班。生日7月31日，獅子座。AB型，身高175.5公分，體重約56公斤。
開朗的性格和俊美的外表，讓他在班級中非常有人氣。與其他學生不同，他並不知道麻琴的姐姐是模特，也並不是帶著「模特的妹妹」這樣先入為主的觀念對待麻琴。在知道麻琴對於姐姐懷抱著自卑感後，不知為何開始在意麻琴的事。在女生之中的人氣也非常高，但由於過去的經驗，並不願意與特定的女生交往。討厭吃胡蘿蔔，因為胡蘿蔔是甜的，又有泥土的澀味。喜歡麻琴，於26回正式與如月麻琴交往。在最終話和麻琴一起上同一所大學。
森永雨季
集央高中一年B班，麻琴的同班同學。生日6月19日，雙子座。B型，身高163公分，體重47公斤。
籃球社社員，與麻琴從中學時代起就是好朋友，是麻琴為數不多的理解者之一。性格開朗，很受女生歡迎。有兩位哥哥。
如月莉華
麻琴的姐姐，有名的模特。生日8月22日，獅子座。A型，身高162公分，體重42公斤。
從小時候就被認為是美人。在女孩子中是非常有魅力的存在，在男孩子中更是具有超高人氣的偶像。第一眼看見瞬就很欣賞他，曾邀瞬一起外拍。
白雪七海
集央高中一年B班，麻琴的同班同學。生日3月3日，雙魚座。A型，身高154.5公分，體重42公斤。
國中與入谷瞬同校。哥德蘿莉少女，皮膚白皙，在奶奶的影響下相信著王國。飾品也堅持只用黑色或紫色系的。刀工很好，煮東西時卻在像熬女巫湯。
後來和麻琴、雨季成為了無話不說的好朋友，對雨季似乎抱有朋友以上的情感。
遊佐一誓
集央高中一年F班，二年級與入谷瞬同班。生日1月29日，水瓶座。B型，身高177公分，體重60公斤。
如果說入谷是東棟的王子，那西棟的王子就是游佐。瞬七歲時被寄養到他家，對瞬的過去很了解，所以十分關心他。喜歡雨季，曾在聖誕節邀雨季一起到兒童之家為小朋友慶祝。
渡瀨智也
生日4月4日，牡羊座。A型，身高175公分，體重60公斤。
向學館高中一年級，麻琴的國中同學，國中時喜歡麻琴。高中足球社社員，由於訓練時傷到腳，變得鬱鬱寡歡。在麻琴、瞬與豐田的幫助下順利轉入普通班。
豐田志帆
向學館高中足球社經理，渡瀨現在的女朋友，很為他人著想。
仙田尚樹
生日2月21日，雙魚座。O型，身高177公分，體重52公斤。
如月莉華的男友，尚未成氣候的攝影師。
久遠良明
麻琴二年級的班導師，教授生物，和雨季的哥哥是朋友，和雨季交往過。小時候因病一直住院休養，在醫院看了很多書，常在醫院花園抓昆蟲。
遊佐建
遊佐一誓的叔叔，警察。
入谷史織
瞬失蹤多年的生母，暱稱是小靜。曾經出過車禍，腦中有腫瘤，於47回過世。
入谷小百合
史織的姐姐，瞬的養母。
芹澤
瞬打工的地方的同事，曾經把飲料倒在麻琴頭上。

## 外部連結
- りぼん わくわくステーション （页面存档备份，存于）（日語）